# Enniauno
Enniano (fl. III secolo a.C.) fu, secondo la Historia Regum Britanniae di Goffredo di Monmouth, un leggendario re della Britannia.
Era figlio di re Archigallo e successe al fratello Margano. Fu deposto con l'accusa di tirannia e fu rimpiazzato dal cugino Idvallo.